# Burgruine Rattenberg
Die Burgruine Rattenberg ist die Ruine einer Höhenburg oberhalb der Stadt Rattenberg in Tirol. 

## Lage
Die Ruine liegt in strategisch günstiger Position auf einer bis nahe an den Inn reichenden Rückfallkuppe südlich oberhalb der Stadt.

## Geschichte
Die Burg wurde erstmals 1254 urkundlich erwähnt, wurde aber vermutlich schon um 1000 von einem Rato aus dem Geschlecht der Rapotonen, die damals als Vasallen des Bischofs von Regensburg die Herrschaft im Unterinntal innehatten, erbaut. Sie war eine wichtige Grenzfestung des Herzogtums Bayern gegen Tirol und Sitz des Landgerichts Rattenberg, das vom Ziller bis Kundl reichte. Am Fuß der Burg entwickelte sich eine Siedlung, die 1254 das Marktrecht und 1393 das Stadtrecht erhielt, was zur Befestigung des Ortes verpflichtete. Dafür wurde eine Stadtmauer errichtet, in welche die Burg miteinbezogen wurde.
Bereits im 13. und 14. Jahrhundert war die Burg zeitweise tirolischer Pfandbesitz, sie wurde von verschiedenen Adelsgeschlechtern als Pfandinhaber und Pfleger bewohnt. 1504 fiel Rattenberg endgültig an Tirol. Kaiser Maximilian I. ließ die Burg durch seinen Baumeister Michael Zeller zu einer mächtigen Festung ausbauen. Sie erhielt starke Rondelle und Toranlagen im Westen und Osten. Am Hang über der Burg wurde das „Obere Schloss“ mit vier Türmen und großer Geschützbastion errichtet.

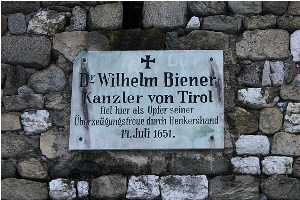
Gedenktafel für Wilhelm Biener am Bergfried

Als Gerichtssitz diente die Burg auch als Gefängnis und Hinrichtungsstätte. In den Jahren 1528 bis 1540 wurden hier 71 Täufer hingerichtet, unter ihnen im Jahr 1528 Leonhard Schiemer, eine der führenden Persönlichkeiten der Täuferbewegung. 1651 starb Kanzler Wilhelm Biener auf dem Schafott.
Als im Zuge des Spanischen Erbfolgekriegs 1703 Kurfürst Max Emanuel mit seinen Truppen in Tirol einfiel („Bayrischer Rummel“), war Rattenberg heftig umkämpft. Die Festung wurde zunächst nach kurzem Widerstand von den Bayern eingenommen, dann jedoch von Knappen und Bauern unter grausamen Racheakten zurückerobert.
Nachdem Joseph II. 1782 alle Festungen in Tirol außer Kufstein aufgelassen hatte, wurde auch Rattenberg verkauft, ausgeschlachtet und dem Verfall preisgegeben. 1905 übernahm die Stadt die Ruinen und ließ nach und nach Sicherungsarbeiten durchführen. Seit 1951 werden im Schlosshof Freilichtspiele aufgeführt, darunter Der Kanzler von Tirol über die letzten Jahre Bieners oder über das Leben der in Rattenberg geborenen hl. Notburga.

## Heutiger Zustand

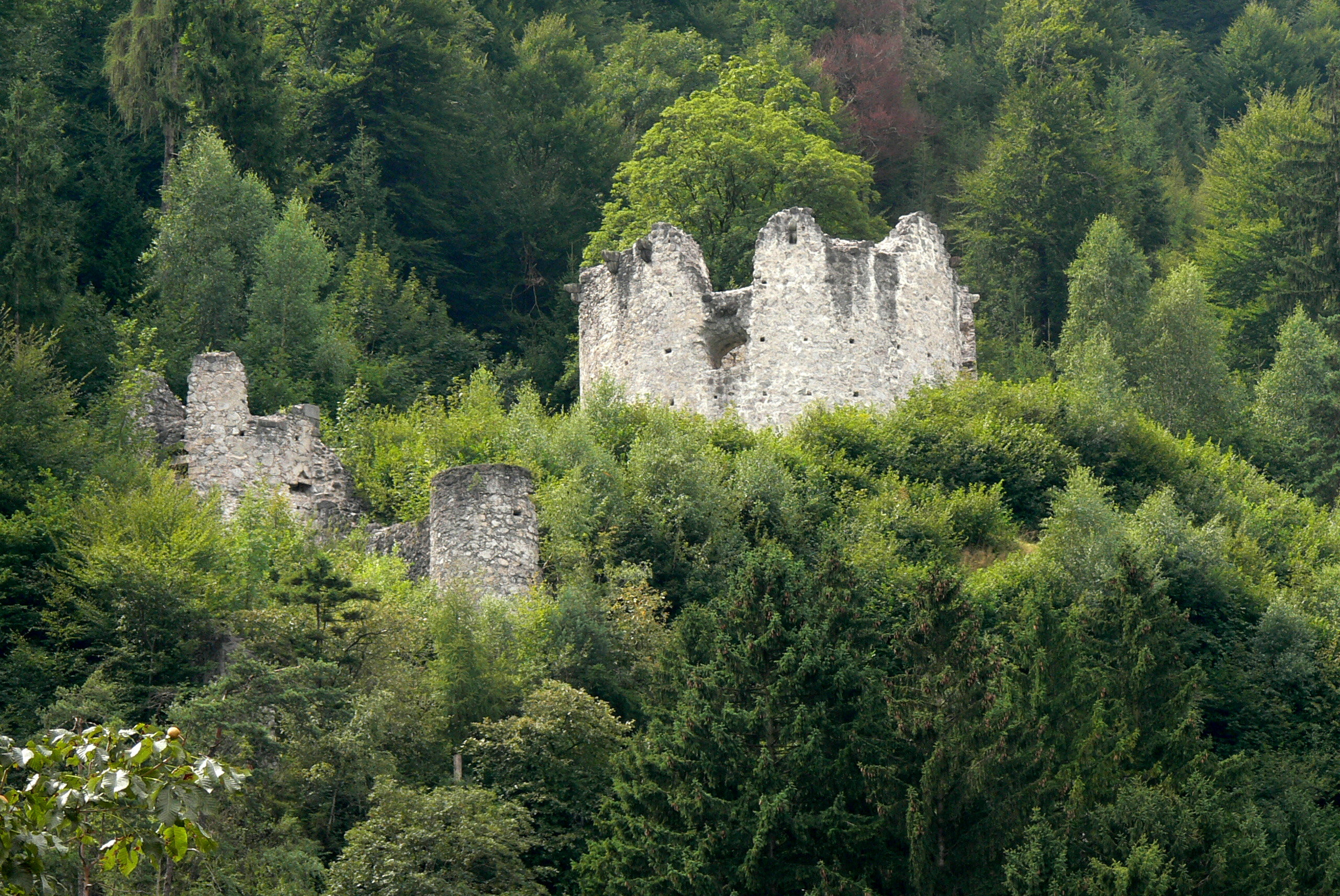
Das obere Schloss

Von der mittelalterlichen Burg sind die unteren Geschoße des östlich vorgelagerten Bergfrieds erhalten. Der mächtige quadratische Turm mit romanischem Mauerwerk weist auf der Ostseite einen Lichtschlitz und auf der Westseite einen vermauerten rundbogigen Hocheinstieg auf, die restlichen Öffnungen sind spätmittelalterliche Fensterausbrüche des 15./16. Jahrhunderts. Die oberen Geschoße des Turms mit tuffgerahmten Fenstern und Lichtschlitzen wurde im 15. Jahrhundert neu aufgesetzt. Vom Palas und Wirtschaftsgebäude sind nur noch Mauerreste erhalten. Aus dem 16. Jahrhundert stammen die Rondelle und Toranlagen.
Das Obere Schloss besteht aus einem starken Mittelrondell mit Schießkammern und Kragsteinkranz. Auf der Ost- und der Westseite befinden sich je zwei kleinere Flankentürme, die durch Mauern untereinander verbunden sind. Die spätgotischen Fenster und Torgewände sind aus Hagauer Marmor. Die Anlage ist von einem tiefen, aus dem Felsen ausgesprengten Halsgraben umgeben, der sich in der Senke vor dem Bergfried wiederholt. Der Zugang erfolgt über eine steile aus dem Felsen gehauene Treppe.
Die Unterinntalbahn durchquert per Tunnel den Burgberg.
Die Burgruine mit den Resten der Stadtbefestigung steht unter Denkmalschutz.